# Ismat Chughtai

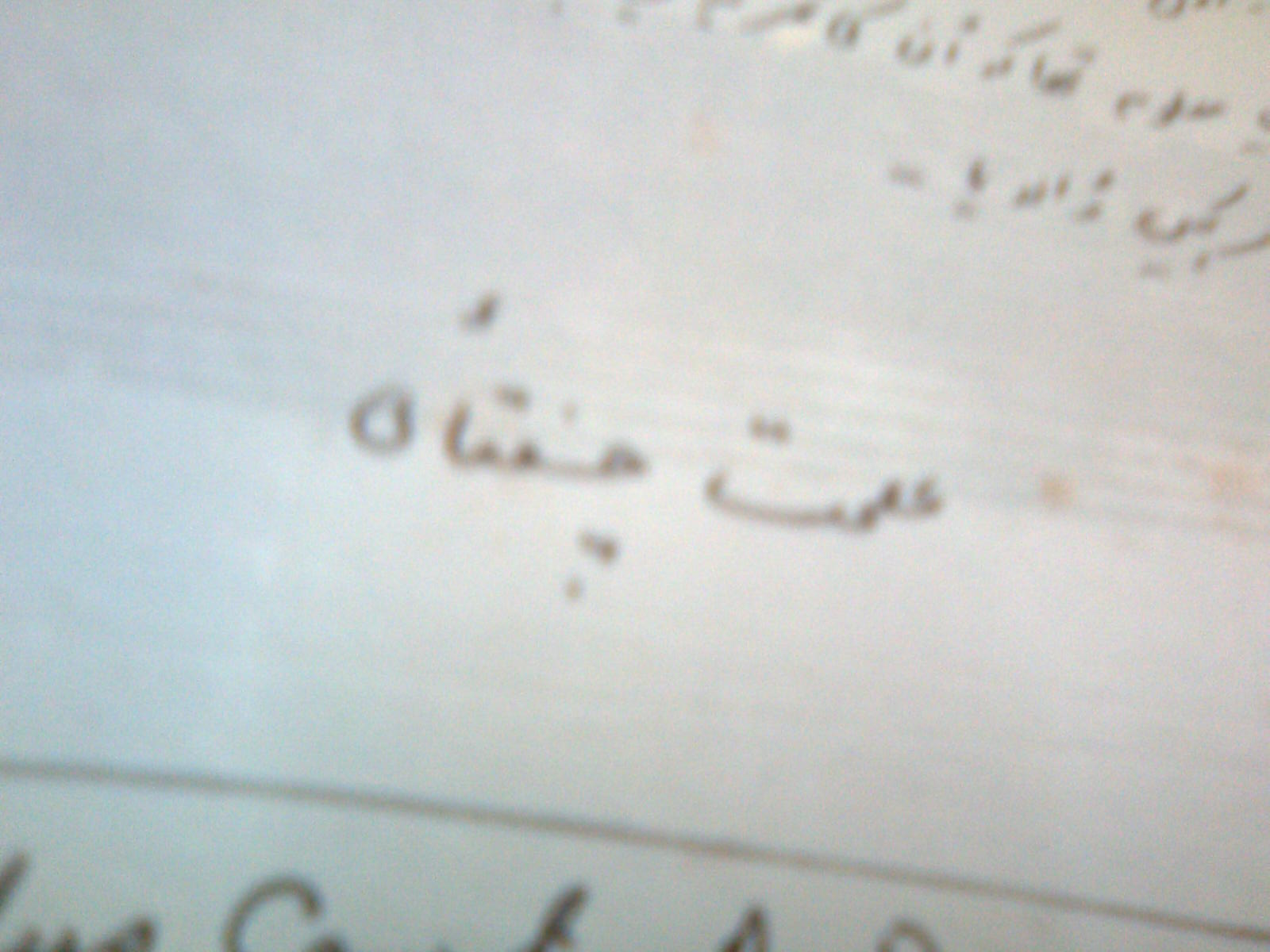
Autógrafo de Ismat Chughtai.

Ismat Chughtai (Urdu: عصمت چغتائی) (agosto 1915 – 24 de octubre de 1991)1 fue una notable escritora india en lengua en urdu: عصمت چغتائی‎, conocida por su indomable espíritu y una fuerte ideología feminista.
Considerada como la gran dama de la ficción urdu, Chugtai formó parte del grupo de escritores musulmanes que se quedaron en la India tras la división del subcontinente. Junto con Rashid Jahan, Wajeda Tabassum y Qurratulain Hyder, la obra de Ismat  se manifiesta a favor del nacimiento de una política y una estética feministas y revolucionarias en la literatura urdu del siglo XX. La autora exploró la sexualidad femenina, la clase media educada y otros conflictos desarrollados en la India moderna. Su estilo atrevido y polémico la convirtió en la voz apasionada de los ignorados, además de haber sido fuente de inspiración para las jóvenes generaciones de escritores, lectores e intelectuales.

## Vida
Nació en Badayun, Uttar Pradesh, y creció principalmente en Jodhpur, donde su padre trabajaba como funcionario. Fue la novena de diez hijos (seis hermanos, cuatro hermanas), y dado que sus hermanas mayores se casaron cuando Ismat era muy joven, pasó la mayor parte de su niñez en compañía de sus hermanos, un factor que -como ella reconoce- contribuyó en gran medida a la franqueza de su carácter y sus escritos. Su hermano, Mirza Azim Beg Chughtai, quien ya era un escritor reconocido durante la adolescencia de Ismat, fue su primer maestro y mentor. Ismat recibió su educación inicial en la Facultad de Mujeres de la Universidad Musulmana de Aligarth ([ Women's College] of [ Aligarh Muslim University].).
En 1936, mientras trabajaba en la obtención de su grado de licenciatura en Lucknow, asistió a la primera reunión de la Asociación de Escritores Progresistas ([ Progressive Writers' Association]). Después de su licenciatura en Filosofía y Letras, Ismat consiguió una licenciatura en Educación, gracias a lo cual se convirtió en la primera mujer india musulmana que obtuvo ambos grados. En este periodo comenzó a escribir en secreto debido a que sus familiares musulmanes se oponían violentamente a su educación.
Los cuentos de Chughtai reflejan el legado cultural de la región en que  vivía. Esto es particularmente notable en su relato "Deber Sagrado" ("Sacred Duty"), en donde la autora aborda las presiones sociales en la India, aludiendo en concreto a las tradiciones culturales, religiosas y nacionales.
Chughtai fue una musulmana liberal ([ liberal Muslim]); su hija y su sobrino estuvieron casados con hindúes. En sus palabras propias, Chughtai provenía de una familia de "hindúes, musulmanes y cristianos que vivían todos pacíficamente". La autora aseveraba que leía no sólo el Corán, sino también el Bhagavad-gita y la Biblia con apertura.